# Nuit blanche (kulturelle Veranstaltung)

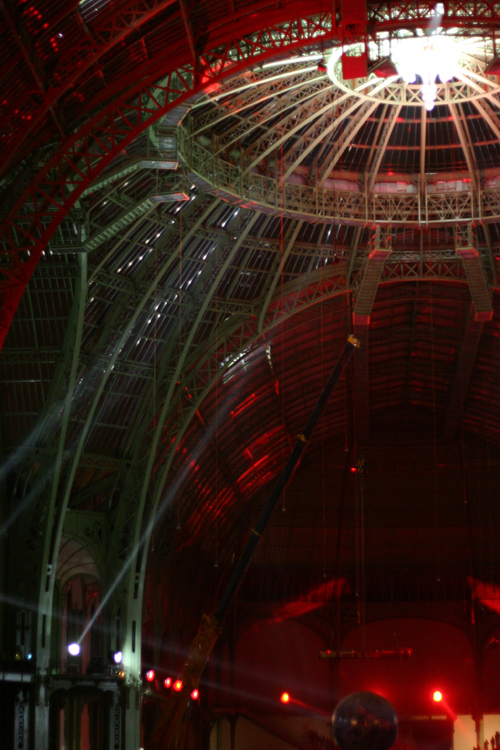
Kuppel im Grand Palais während der Nuit blanche 2005 in Paris; das Gebäude wurde von Thierry Dreyfus illuminiert und von Frédéric Sanchez beschallt.

Nuit blanche ist ein jährliches Fest der Kultur und der Kunst in Paris, das eine ganze Nacht lang veranstaltet wird: Bei freiem Eintritt kann man Museen, kulturelle Einrichtungen und viele andere öffentliche oder privat Orte besuchen; es werden Installationen und Performances angeboten.
Das Prinzip solcher Veranstaltungen ist schon lange bekannt, besonders in nordischen Ländern. In der aktuellen Form wurde es jedoch zum ersten Mal 2002 in Paris veranstaltet. Seitdem folgten zahlreiche andere Städte diesem Vorbild: Rom, Montréal, Toronto, Brüssel, Madrid, Lima, Málaga, Leeds, Taipei oder Seoul.

## Terminologie
Einige Städte benutzen den französischen Begriff «Nuit blanche» (oder, wenn es um mehrere Nächte geht, «Nuits blanches»). Aber die Veranstaltung wird auch in der eigenen Sprache benannt: White Nights in England, Notte bianca in Italien, La Noche en blanco in Spanien, Noaptea alba in Rumänien, Baltā Nakts in Lettland. Wieder andere erfinden neue Namen, comme Lejl Imdawwal («erhellte Nächte») in Malta, Virada Cultural in Portugal, Taiteiden yö («Nacht der Kunst») in Finnland oder Kulturnatten («Nacht der Kultur») in Dänemark.

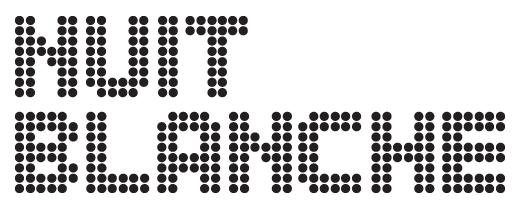
Offizielles Logo in Brüssel

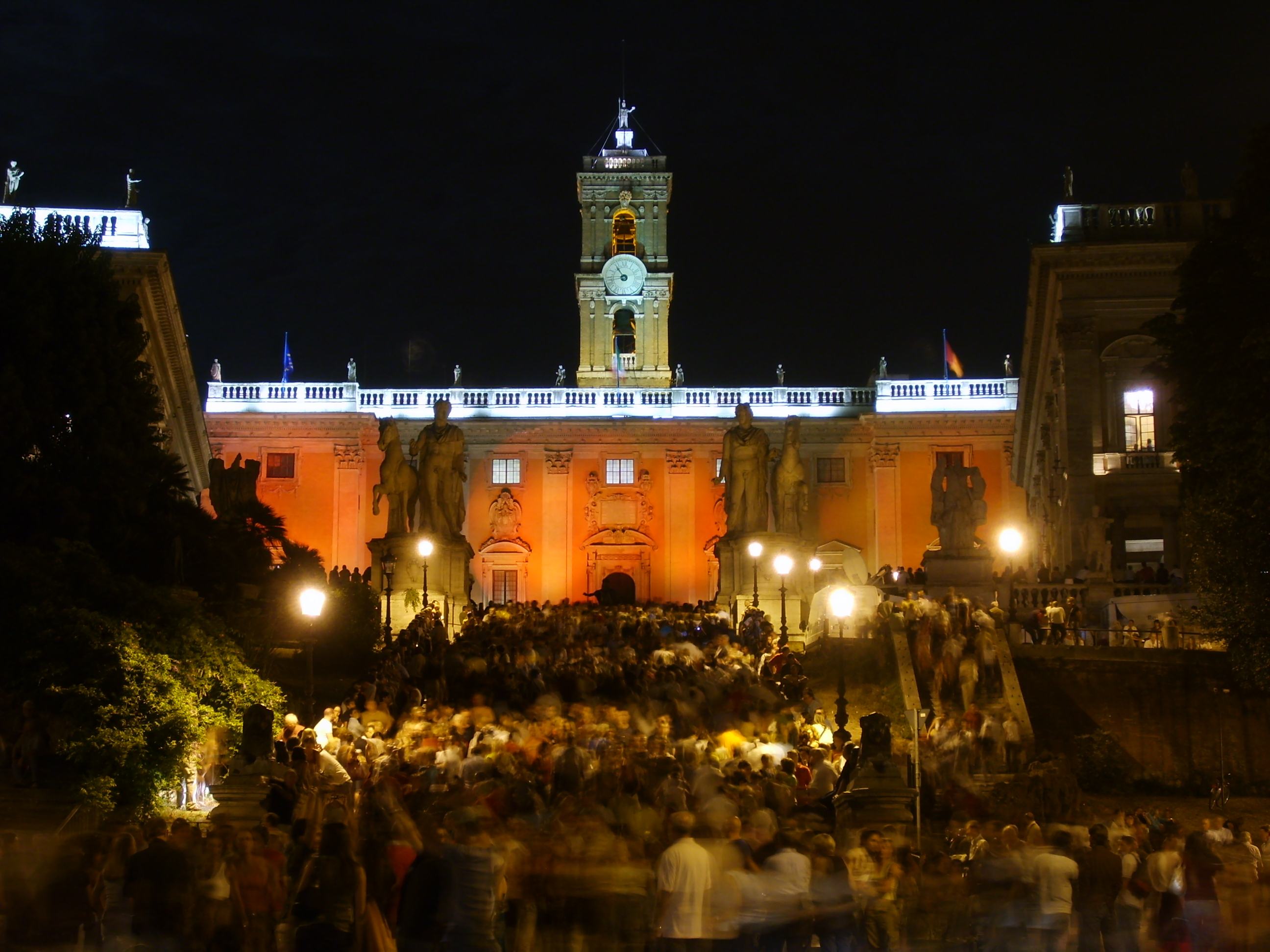
Die Treppe zum Kapitol während der Notte bianca 2006 in Rom

Im Titel für das Brüsseler Fest erscheinen jeweils die beiden letzten Ziffern des Veranstaltungsjahrs. Aus strategischen Gründen wurde dieses Kampagnen-URL zu http://nuitblanchebrussels.be, was die internationale Reichweite von Nuit blanche unterstreicht. Seit 2012 kommt man somit auf eine zentrale Ankündigung des Ereignisses. Eine weitere Brüsseler Eigenart ist es, dass man von Anfang an das gleiche Logo benutzt. Trotz einiger Umgestaltungen hat man die Graphik behalten und unterstreicht somit die Treue zu den Ursprüngen des Projekts.

## Geschichte

### Ursprünge
Der Ursprung dieser Veranstaltungen lässt sich an verschiedenen Orten festmachen. In den nordischen Ländern knüpft die Veranstaltung an die Zeit an, „in der die Sonne kaum untergeht, die Zeit der Mitternachtssonne“, von Mitte Mai bis Mitte Juli.
Sankt Petersburg bietet während des Festes der weißen Nächte mehrere Monate kulturelle Veranstaltungen, Straßenkarneval, das Fest der roten Segel und ein berühmtes Feuerwerk an.
In Lyon findet eine ähnliche Veranstaltung im Winter statt, das Fest der Lichter. Diese Nachtveranstaltung gibt es seit 1989.
1997 wird in Berlin zum ersten Mal die Lange Nacht der Museen veranstaltet.
2004 kommt Brüssel zum ersten Mal mit seiner Nuit blanche hinzu.

### Europa
2002 wird das Fest der Nuit blanche zum ersten Mal in Paris veranstaltet. Der damalige Bürgermeister Bertrand Delanoë, unterstützt von seinem Kulturbeigeordneten, Christophe Girard, beauftragt Jean Blaise mit der künstlerischen Leitung des neuen Ereignisses. Die Grundzüge der Veranstaltung werden folgendermaßen festgelegt: Das Fest findet am ersten Wochenende im Oktober in der Nacht vom Samstag auf Sonntag statt; zeitgenössische Künstler treten an Orten auf, die normalerweise dem Publikum verschlossen sind oder die nicht in erster Linie für künstlerische Darbietung bekannt sind. Das Fest soll jedes Jahr wiederholt und mit wechselndem Programm veranstaltet werden. Das Budget beträgt 1,5 Mil. Euro (2012), die Stadt Paris unterstützt die Veranstaltung jährlich mit 1,2 Mil. Euro.
Seit 2002 wird das Konzept von Paris von anderen Städten übernommen.
Ab 2003 wird in Rom die Notte bianca im September veranstaltet. Seit 2016 organisiert die Villa Medici eine eigene Nuit blanche.

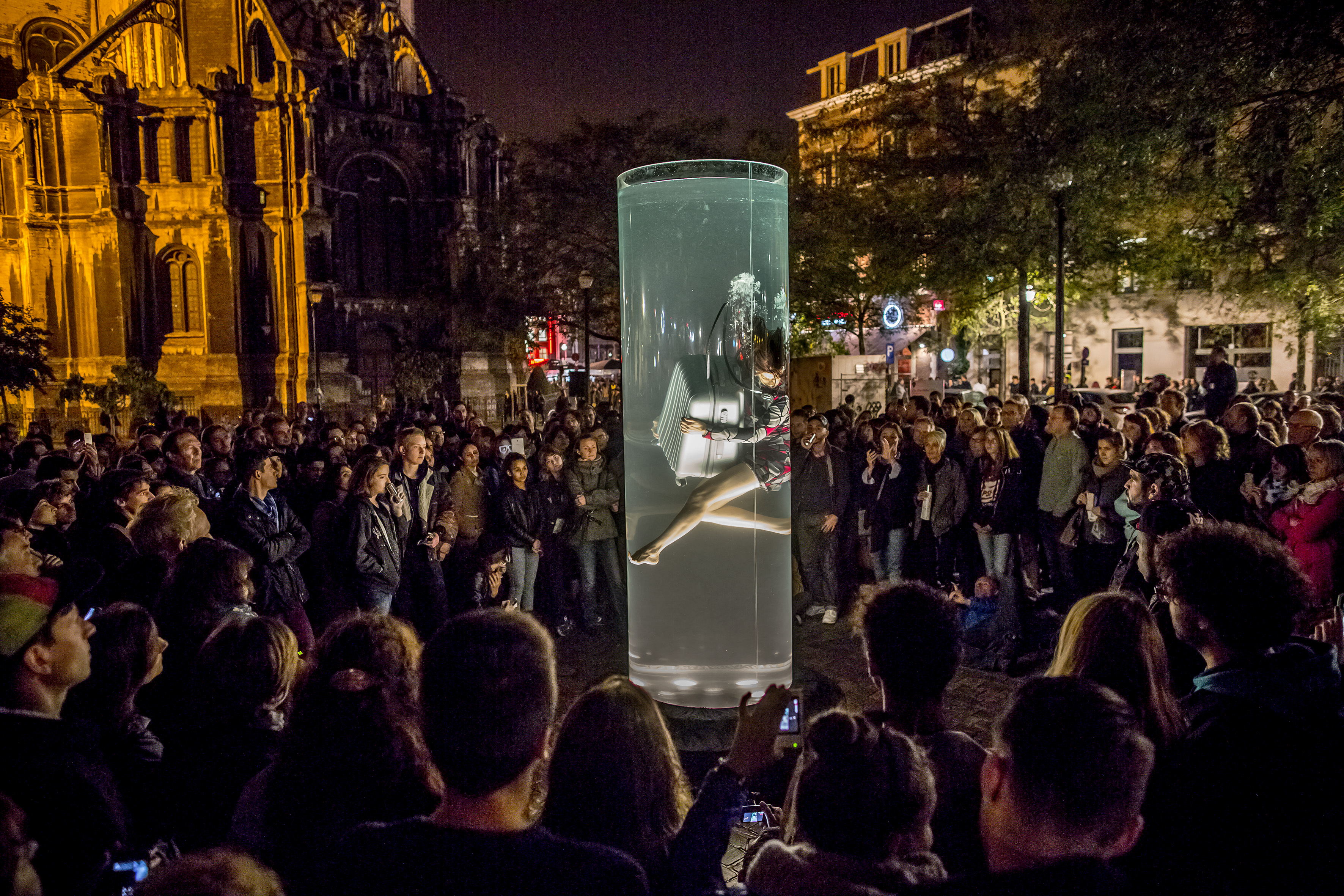
2015, Szene während der Nuit blanche in Brüssel. Foto von Jorg Muller Noustube © Eric Danhier

 2004 veranstaltet Brüssel sein erstes Fest der Nuit blanche. Nach dieser ersten Veranstaltung wurde ein Symposium veranstaltet über die weitere Gestaltung der Brüsseler Nuit blanche. Eine Besonderheit seit dem Beitritt zur Europäischen Charta im Jahr 2005 ist dabei der teilhabende Aspekt, der auf einem Aufruf zur Einreichung von Projekten beruht, der an alle Kulturschaffende gerichtet ist. So folgt aus jeder Veranstaltung ein Dutzend anderer Projekte von anerkannten Künstlern oder Nachwuchskünstlern, öffentliche und private Kultureinrichtungen, aber auch gemeinnützige Einrichtungen.
2005 gab es ähnliche Initiativen in mehrere italienischen Städte: Neapel, Genua, Turin, Reggio di Calabria, Catanzaro. Zur gleichen Zeit wurde in Leeds die Light Night veranstaltet und ab 2009 kamen andere englische Städte hinzu.
Ab 2009 veranstaltet Malta in der Hauptstadt Valletta ein ähnliches Fest.
Spanien organisiert in Málaga Noche en Bianco seit 2008.
Am 2. Oktober 2010 wird in Košice (Slowakei) zum ersten Mal die biela noc veranstaltet.
In Braga (Portugal) wird seit 2012 jeweils im September eine Noite branca gefeiert. Das Fest wurde im Rahmen der Kandidatur für die Europäische Jugendhauptstadt veranstaltet.

### Amerika

#### Nordamerika
2004 organisiert Montreal nach den Ideen von Christophe Girard die Nuit blanche als erste Stadt in Nordamerika. Im Jahr 2010 zogen die 180 Veranstaltungen (meistens bei freiem Eintritt) 325.000 Besucher an.

### Ostasien
Taipeh veranstaltet 2016 die Nuit blanche zum ersten Mal, und zwar vor allem im Westteil, dem Altstadtviertel. Mit mehr als 400.000 Teilnehmern im Jahr 2019 ist Taipeh die aktivste asiatische Stadt.

## Pariser Ausgabe
Folgende Personen waren für die Nuit blanche in Paris verantwortlich:
- 2002: Jean Blaise, Alice Lepers, Virginie Pringuet, Michel Quéré
- 2003: Ami Barak, Pierre Bongiovanni, Robert Fleck, Camille Morineau, Suzanne Pagé, Gérard Paquet
- 2004: Ami Barak, Hou Hanru, Nicolas Frize
- 2005: Jean Blaise, Kitty Hartl, Virginie Pringuet, Joy Sorman
- 2006: Nicolas Bourriaud, Jérôme Sans
- 2007: Jérôme Delormas, Jean-Marie Songy
- 2008: Ronald Chammah, Hervé Chandès
- 2009: Alexia Fabre, Frank Lamy; Präsentation von A Needle Woman auf der Fassade des Hôtel de Ville.
- 2010: Martin Béthenod
- 2011: Alexia Fabre und Frank Lamy mit Annabelle Constant
- 2012: Laurent Le Bon
- 2013: Chiara Parisi und Julie Pellegrin
- 2014: José-Manuel Gonçalvès
- 2015: José-Manuel Gonçalvès
- 2016: Jean de Loisy
- 2017: Charlotte Laubard
- 2018: Gaël Charbau
- 2019: Didier Fusillier, Jean-Max Colard
- 2020: Jeanne Brun, Amélie Simier, Fabrice Hergott, Christophe Leribault

Das Budjet von 2007 betrug etwa 1,65 Mil. Euro, wovon 1,15 von der Stadt und der Rest von privaten Partnern übernommen wurden. Es wurden etwa 2 Millionen Teilnehmer angezogen.
Die Veranstaltungsorte wechseln mit den Jahren. Bei den letzten Veranstaltungen war die Tendenz zu erkennen, sich auf enge Bereiche zu begrenzen. Von 2004 an fährt die automatische Métrolinie 14, so dass man hier bestimmte Ereignisse konzentrieren konnte. Außerdem wurden spezielle Nachtbusse eingesetzt.

### Ereignisse rund um das Fest
Es kann auch zu unliebsamen Vorfällen während der Nuit blanche kommen:
2002 wurde Bürgermeister Bertrand Delanoë angegriffen.
2007 drang eine Gruppe von fünf Personen gewaltsam in das Musée d’Orsay ein und hinterließen Schäden, vor allem am Gemälde Le Pont d'Argenteuil von Claude Monet.